# Loxospora macrosperma
Loxospora macrosperma är en lavart som först beskrevs av Johannes Müller Argoviensis, och fick sitt nu gällande namn av . Loxospora macrosperma ingår i släktet Loxospora och familjen Sarrameanaceae.   Inga underarter finns listade i Catalogue of Life.